# Хата Цутому
Цутому Хата (яп. 羽田 孜; нар. 24 серпня 1935, Токіо — пом. 28 серпня 2017) — японський політик, в 1994 році впродовж декількох тижнів займав пост Прем'єр-міністра Японії.

## Біографія
Народився в 1935 в Токіо. Його батько, Бусіро Хата, був членом парламенту від Ліберально-демократичної партії. Закінчивши університет, Хата влаштувався на роботу в автобусну компанію як звичайний службовець, де пропрацював з 1958 по 1969 рр. У 1969 році, представляючи префектуру Нагано, він був обраний до парламенту від ліберал-демократів.
У 1993 покинув ЛДП і очолив Партію оновлення, яка незабаром стала частиною коаліційного уряду Моріхіро Хосокава. У кабінеті Хосокава Хата займав пост міністра закордонних справ.
28 квітня 1994 пішов у відставку, в результаті чого Хата став прем'єр-міністром, очоливши кабінет, що не володіє більшістю в парламенті. 30 червня на посту прем'єра його змінив Томійті Мураяма.